# Moonstar 88

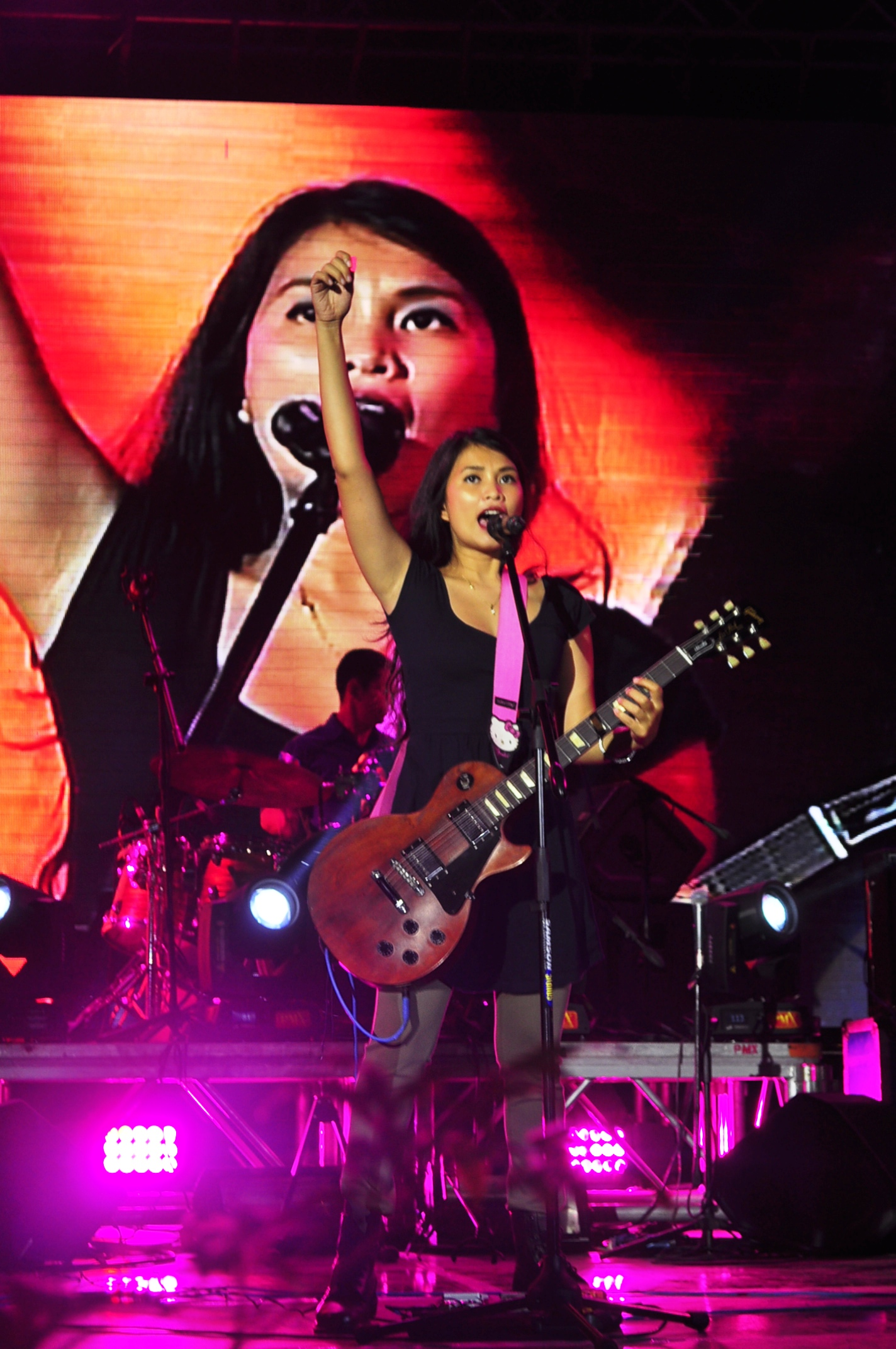
Moonstar88 tocando en la Jam del Día de la Tierra 2013.

Moonstar88 es una banda de rock alternativo de Filipinas, encabezada por una líder femenina frente a la escena musical local.  En abril de 2008, se han publicado tres de sus álbumes tituladas como Palomitas de maíz, Prensa Jugar y Todo Combo, que contó bajo la colaboración conocido como, Pag-Ibig Ko Sa Iyo, que se encontraba bajo el sello de producciones de Rok! Music Inspired By Ragnarok Online . Inspirado por la música de Ragnarok Online, también realizó una entrega conocido como el APO de la canción, en tagalo "Panalangin" que fue una de sus contribuciones en su álbum titulado Kami NAPO Muna. La banda se formó en 1999 y se mantuvo activa durante entre sus últimas producciones en 2007.

## Miembros
- Maychelle Baay (Lemon Tears) - voz y guitarra
- Pao Bernaldo (Orphan Lily) - bajo
- Bon Sundyang (Chocolate Beef) - drums
- Herbert Hernandez (Angel in Disguise) - guitars

### Antiguos miembros
- Acel Bisa - van Ommen (former lead vocalist)
- William Pineda
- Teng Marcelo
- Allan Montero

## Discografía

### Estudio de Álbumes
- Todo Combo (2007) (Sony BMG)
- Pulse para Play (2002) (Alfa Records)
- Palomitas de maíz (2000) (Alfa Records)

### Compilación de sus Álbumes
- Inspirado por la música de Ragnarok Online (2005) (colaboración)
- Kami NAPO Muna (2006) (Universal Records)

## Enlasaes Externos
- Moonstar 88 Official Website
- Moonstar 88 songs and lyrics Archivado el 12 de octubre de 2017 en Wayback Machine.
- Moonstar 88 PinoyBanda Profile
- Moonstar 88 Multiply Account
- Moonstar 88 Livejournal Community
- Acel Bisa-Van Ommen site
- William Pineda site

- Datos: Q6907989